# Easy Rider: The Ride Back
Easy Rider: The Ride Back  è un film del 2012 diretto da Dustin Rikert. 
È il prequel/sequel di Easy Rider - Libertà e paura del 1969.

## Trama
Virgil Williams, un eroe di guerra, è ora gestore di un bar. Da ormai dieci anni Virgil ha una vita tranquilla, però piena di sensi di colpa e di incubi a causa delle innumerevoli vittime fatte spesso da lui durante tale guerra. Ora Virgil dovrà fare di tutto per proteggere la sua famiglia dai fantasmi del passato.